# La Rivière Tumen
Pour plus de détails, voir Fiche technique et Distribution.
La Rivière Tumen (en coréen 두만강 ; en chinois 图们江) est un film franco-sud-coréen réalisé par le cinéaste chinois Zhang Lu et sorti en 2010.
Tourné en Chine, sur les rives du fleuve Tumen, le film traite de la problématique des réfugiés nord-coréens dans ce pays et plus généralement des rapports entre groupes sociaux et culturels différents. Le film a été présenté et récompensé dans plusieurs festivals.

## Synopsis

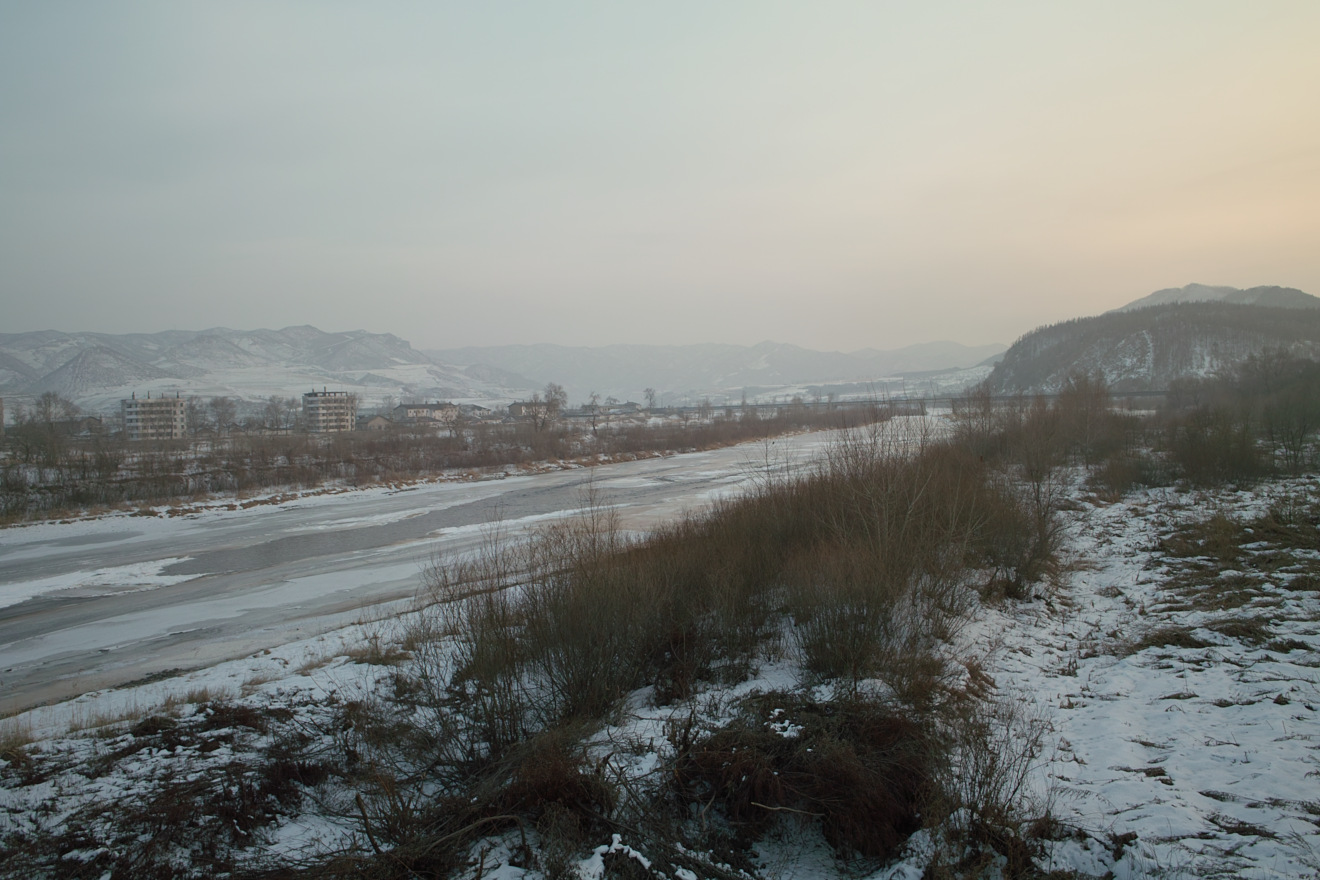
Le fleuve Tumen gelé est au cœur de l'intrigue.

Chang-ho (崔健, Jian Cui), un enfant de douze ans d'origine nord-coréenne, vit avec son grand-père et sa sœur mutique du côté chinois du fleuve Tumen qui marque la frontière entre les deux pays. Le père est mort, la mère travaille en Corée du Sud. Chang-ho s'est lié d'amitié avec un immigrant nord-coréen de son âge, Jeong-jin, qui traverse régulièrement le fleuve gelé afin de rapporter de la nourriture pour sa sœur gravement malade. Tous deux partagent une passion pour le football. Les immigrants nord-coréens sont de plus en plus nombreux et commettent des délits qui mettent à mal les rapports entre les deux communautés. La frontière finit par former une division spirituelle entre les deux amis,.

## Fiche technique
- Titre : La Rivière Tumen
- Titre original coréen : 두만강
- Titre original chinois : 图们江
- Titre international : Dooman River
- Réalisateur : Zhang Lu
- Scénario : Zhang Lu
- Sociétés de production : Lu Films, Arizona Films et Arte France Cinéma
- Photographie : Xu Wei
- Montage : François Quiqueré
- Pays d'origine :  Corée du Sud,  Chine et  France
- Format : couleur - 35 mm
- Genre : drame
- Durée : 90 minutes
- Langues : coréen, mandarin
- Dates de sortie : 
  -  Allemagne : 14 février 2010 (à la Berlinale)
  -  France : 25 août 2010
  -  Corée du Sud : 17 mars 2011

## Distribution
- Jian Cui(崔健) : Chang-ho
- Lan Yin(尹兰): Soon-hee
- Jin-long Lin(李京霖) : le grand-père
- Jinglin Li(林今龙) : Jeong-jin
- Xhuangshen Jin : Chul-bu
- Jin Xinyan(金心眼)
- Yuan Yonglan

## Accueil
La portée universelle des thèmes évoqués est saluée : des enfants face à des problèmes plus grands qu'eux, la détérioration des rapports communautaires. Le caractère épuré de l'œuvre participe à rendre compte de la réalité : la prise de son est directe et les sons entendus sont ceux de l'environnement ambiant, les acteurs sont pour la plupart amateurs et jouent peu,. La critique regrette cependant l'engourdissement de la narration et la lenteur du film,. L'intérêt du film est également largement contemplatif.
Le film est présenté dans de nombreux festivals. Il est montré hors de la sélection officielle de la Berlinale 2010 où il reçoit une mention spéciale émise par le « jury de la jeunesse » dans le cadre du concours « Generation 14plus »,. La Rivière Tumen est récompensé du prix du jury lors de la huitième édition du Festival Paris Cinéma. Lors du 15e festival international du film de Busan, le film est salué par le prix NETPAC ; le prix du meilleur film étranger lui est attribué lors de la 47e édition du festival international du film d'Antalya. Quelques mois plus tard, à l'issue de la 3e édition du Festival East-West d'Orenbourg, Zhang Lu reçoit le prix du meilleur réalisateur et Lan Yin celui de la meilleure actrice ; le film est projeté lors de la 36e édition du festival du film indépendant de Séoul.